# آرتور ادوارد هاردینگ
آرتور ادوارد هاردینگ (انگلیسی: Arthur Edward Hardinge; ۲ march ۱۸۲۸ – ۱۵ ژوئیه ۱۸۹۲ (۶۴ ساله)) فرد نظامی اهل پادشاهی متحد بریتانیای کبیر و ایرلند بود. وی همچنین برندهٔ جوایزی همچون نشان حمام شده‌است.